# 仙湖镇
仙湖镇，是中华人民共和国广西壮族自治区南宁市武鸣区下辖的一个乡镇级行政单位。

## 行政区划
仙湖镇下辖以下地区：
中桥社区、连才村、三冬村、六冬村、渌雅村、邓吉村、清白村、苏梁村、那溪村、邓柳村和四育村。